# Mojiangia oreophila
 Mojiangia oreophila  Ze H.Wang & al., 2021 è una specie di pianta angiosperma dicotiledone della famiglia delle Asteraceae. Mojiangia oreophila è anche l'unica specie del genere Mojiangia   Ze H.Wang & al., 2021.

## Etimologia
Il nome scientifico della specie è stato definito dal botanico Ze-Huan Wang & al. nella pubblicazione " Plant Diversity" ( Pl. Diversity 44: 88. ) del 2021. Il nome scientifico del genere è stato definito nella stessa pubblicazione.

## Descrizione
Habitus. Mojiangia oreophila è una pianta perenne a portamento rosulato. Occasionalmente possono avere un habitus di tipo arbustivo.
Fusto. Gli scapi fiorali sono cavi e afilli; possono originare direttamente dal rizoma. I fusti sono legnosi e scarsamente ramificati. Le radici in genere sono di tipo fittonante. Altezza massima: 50 cm.
Foglie. Le foglie formano delle rosette radicali con lamine intere (o con margine sinuato-dentato) a forma strettamente spatolata, acute e basalmente attenuate. La consistenza è cartacea; glabra sulla faccia superiore e scarsamente pelosa di sotto. Dimensione delle foglie: larghezza 1 - 3,5 cm; lunghezza 6 – 30 cm.
Infiorescenza. L'infiorescenza è composta da un capolini per rosetta fogliare. I capolini, eretti e sottesi da alcune brattee lineari-lanceolate, solamente di tipo ligulifloro, sono formati da un involucro composto da diverse brattee (o squame) all'interno delle quali un ricettacolo fa da base ai fiori ligulati. L'involucro ha una forma da strettamente cilindrica a strettamente campanulata ed è formato da una-due serie di brattee; in alcuni casi alla base è legnoso. Le due serie di brattee sono nettamente differenziate: la serie interna è eretta con margine scarioso, mentre quella esterna è embricata. Il ricettacolo è piano e nudo (senza pagliette a protezione della base dei fiori). Lunghezza dell'involucro: 7 mm.
Fiori. I fiori, (da 18 a 26 per capolino) tutti ligulati, sono tetra-ciclici (ossia sono presenti 4 verticilli: calice – corolla – androceo – gineceo) e pentameri (ogni verticillo ha in genere 5 elementi). I fiori sono ermafroditi, fertili e zigomorfi.
- Formula fiorale:

*/x K {\displaystyle \infty }, [C (5), A (5)], G 2 (infero), achenio
- Calice: i sepali del calice sono ridotti ad una coroncina di squame.
- Corolla: le corolle sono formate da una ligula da largamente ellittica a obovata terminante con 5 denti; il colore in genere è giallo brillante; la superficie può essere sia pubescente che glabra. Dimensione del fiore: tubo lungo 2,1 - 2,3 mm; ligula lunga 6,4 - 6,7 mm e larga 2 mm.
- Androceo: gli stami sono 5 con filamenti liberi e distinti, mentre le antere sono saldate in un manicotto (o tubo) circondante lo stilo.[10] Le antere alla base sono prive di codette. Il polline è tricolporato.[11]
- Gineceo: lo stilo è filiforme. Gli stigmi dello stilo sono due divergenti e ricurvi con la superficie stigmatica posizionata internamente (vicino alla base).[12] L'ovario è infero uniloculare formato da 2 carpelli.
- Antesi: da marzo a maggio.

Frutti. I frutti sono degli acheni con pappo. Gli acheni, costati (5 coste principali), sono glabri ed hanno delle forme da colonnari a subfusiformi con apice troncato; la superficie può essere trasversalmente tubercolata. Il pappo, colorato di bruno chiaro, è setoloso (setole scabre/barbate) e persistente. Lunghezza dell'achenio: 2,7 – 3 mm. Lunghezza del pappo: 3,5 mm.

## Biologia
- Impollinazione: l'impollinazione avviene tramite insetti (impollinazione entomogama tramite farfalle diurne e notturne).
- Riproduzione: la fecondazione avviene fondamentalmente tramite l'impollinazione dei fiori (vedi sopra).
- Dispersione: i semi (gli acheni) cadendo a terra sono successivamente dispersi soprattutto da insetti tipo formiche (disseminazione mirmecoria). In questo tipo di piante avviene anche un altro tipo di dispersione: zoocoria. Infatti gli uncini delle brattee dell'involucro si agganciano ai peli degli animali di passaggio disperdendo così anche su lunghe distanze i semi della pianta.

## Distribuzione e habitat
Questa specie è distribuita soprattutto nello Yunnan. L'habitat tipico sono le foreste secondarie subumide sempreverdi di latifoglie ad un'altitudine di circa 1.400 metri in prossimità della sommità di una montagna. Cresce facilmente sulle pareti rocciose verticali.

## Tassonomia
La famiglia di appartenenza di questa voce (Asteraceae o Compositae, nomen conservandum) probabilmente originaria del Sud America, è la più numerosa del mondo vegetale, comprende oltre 23.000 specie distribuite su 1.535 generi, oppure 22.750 specie e 1.530 generi secondo altre fonti (una delle checklist più aggiornata elenca fino a 1.679 generi). La famiglia attualmente (2021) è divisa in 16 sottofamiglie.

### Filogenesi
Il genere di questa voce appartiene alla sottotribù Crepidinae della tribù Cichorieae (unica tribù della sottofamiglia Cichorioideae). In base ai dati filogenetici la sottofamiglia Cichorioideae è il terz'ultimo gruppo che si è separato dal nucleo delle Asteraceae (gli ultimi due sono Corymbioideae e Asteroideae). La sottotribù Crepidinae fa parte del "quarto" clade della tribù; in questo clade è in posizione "centrale" vicina alle sottotribù Chondrillinae e Hypochaeridinae.
I caratteri più distintivi per questa sottotribù (e quindi per i suoi generi) sono:
- in queste piante non sono presenti i peli piccoli, morbidi e ramificati;
- le brattee involucrali sono disposte in due serie ineguali;
- i capolini contengono molti fiori;
- le setole del pappo non sono fragili;
- gli acheni alla base sono poco compressi.

La sottotribù è divisa in due gruppi principali uno a predominanza asiatica e l'altro di origine mediterranea/euroasiatica. Da un punto di vista filogenetico, all'interno della sottotribù, sono stati individuati 5 subcladi. Il genere di questa voce appartiene al subclade denominato " Dubyaea-Nabalus-Soroseris-Syncalathium  clade". Questo subclade, nell'ambito della sottotribù, occupa il "core" della sottotribù ed è inserito in una politomia formata dai subcladi Ixeris-Ixeridium-Taraxacum e Garhadiolus-Heteracia. Il clade, che comprende nove generi: Dubyaea, Hololeion, Nabalus, Syncalathium, Sinoseris, Sonchella, Soroseris, Mojiangia e Spiroseris è fondamentalmente asiatico.
Nel clade  Dubyaea-Nabalus-Soroseris-Syncalathium il genere Mojiangia occupa probabilmente una posizione "basale". Tutte le caratteristiche diagnostiche rilevanti per il genere Mojiangia sono presenti anche in altri generi della sottotribù Crepidinae; tuttavia Mojiangia condivide alcune delle sue caratteristiche con il genere Faberia della sottotribù Lactucinae. [La precedente configurazione filogenetica è basata sull'analisi di alcune particolari regioni (nrITS) del DNA; analisi su altre regioni (DNA del plastidio) possono dare dei risultati lievemente diversi.]
I caratteri distintivi per le specie del genere di questa voce sono:
- il ciclo biologico è perenne rosulato;
- le sinfiorescenze sono corimbose con al massimo 90 capolini;
- i fiori per capolino sono da 18 a 26;
- gli acheni hanno circa 15 coste (5 principali e altre secondarie)

Il numero cromosomico della specie è: 2n = 16 (specie diploide).